# شوتا اوگاوا
شوتا اوگاوا (به ژاپنی: 小川翔太؛ زادهٔ ۲۲ نوامبر ۱۹۹۸) یک کشتی‌گیر فرنگیکار اهل کشور ژاپن است.
از افتخارات وی می‌توان به کسب مدال برنز مسابقات قهرمانی کشتی جهان ۲۰۱۹ اشاره کرد.

## مسابقات قهرمانی کشتی جهان ۲۰۱۹
اوگاوا در وزن ۵۵ کیلوگرم کشتی فرنگی مسابقات قهرمانی کشتی جهان ۲۰۱۹ نورسلطان حاضر بود که در مسابقه های اول تا سوم نورایر حکویان از ارمنستان، جئون هیوک-جین از کره جنوبی و الهام بهرام‌اف از ازبکستان را شکست داد اما در نیمه نهایی به نوگزاری تسورتسومیا از گرجستان باخت و به دیدار رده‌بندی رفت. وی در دیدار رده‌بندی کااو لیگو از چین را شکست داد و مدال برنز وزن ۵۵ کیلوگرم را بدست آورد.